# 蜈蚣薹草
蜈蚣薹草（学名：Carex scolopendriformis）为莎草科薹草属的植物，为中国的特有植物。分布于中国大陆的云南西北部、四川西南部、西藏东部等地，生长于海拔2,200米至3,500米的地区，见于山坡湿润草地、灌丛下以及云南松林下，目前尚未由人工引种栽培。